# N-601
La  N-601  es una carretera nacional española, que une Madrid con Gijón pasando por Adanero (Ávila), Valladolid y León. Mide 461 kilómetros. El tramo entre Madrid y Adanero es compartido con la  N-6 , hasta Adanero, que se separa de ésta y se dirige a Valladolid y León. A partir de León y hasta su final en Gijón comparte su trazado con la  N-630 .
Es de destacar que el recorrido entre Adanero y León, terminaba en Gijón hace ya bastantes décadas. La  N-630  de entonces se dividía en dos subtramos, siendo la  N-601  actual parte del subtramo norte. Como peculiaridad, destacar que tiene dos km. 444, uno situado en la Media Fanega cerca de Sevilla, y el otro, en la antigua Ronda Sur de la ciudad de Oviedo. 
Antiguamente el tramo entre Adanero y Valladolid se denominaba  N-403 , y la N-601 hacía el recorrido a través de Segovia por las carreteras hoy llamadas  M-601  y  CL-601 . Esta última está hoy desdoblada y convertida en la Autovía de Pinares ( A-601 ) desde Segovia a Valladolid.
Actualmente se encuentra desdoblado el tramo entre Boecillo y Valladolid, con la denominación oficial de VA-12, aunque el tramo está señalizado como  N-601 . Actualmente este tramo comienza a la altura del enlace con la  CL-600 , cruza el río Duero, rodea la localidad de Laguna de Duero y finaliza en Valladolid en el cruce con la Avenida de Zamora (Ronda Interior Sur) tras unos 10,5 kilómetros.
Está en proyecto convertir en autovía el recorrido entre Valladolid y León (su denominación será  A-60 ). El tramo entre Valladolid y el  Aeropuerto de Valladolid  ya está realizado y se encuentra actualmente en servicio. En la carretera antigua había cuatro curvas de 90° para sortear la pista del aeropuerto por el extremo oriental, y se ha construido la autovía bordeando la pista con una segunda curva mucho más suave.

## Tramos
| Denominación | Tramo | Año servicio | Km    |
| ------------ | --- | ------------ | ----- |
| N-601        | Avenida de Zamora - Laguna de Duero (Norte) | 1989         | 3,3   |
| N-601        | Variante de Laguna de Duero | 1990         | 2,6   |
| N-601        | Laguna de Duero (Sur) - Boecillo (Sur) Tramo: Variante de Boecillo (primera calzada) Tramo: Laguna de Duero (Sur) - Boecillo (Sur) (segunda calzada) | 1990 2006    | 3 5,2 |

## Salidas

### Tramo Boecillo-Valladolid
| Velocidad | Esquema | Salida | Sentido Valladolid (ascendente) | Sentido Madrid (descendente) | Carretera que enlaza                                      | Notas |
| --------- | ------- | ------ | --- | --- | --------------------------------------------------------- | ----- |
|           |         |        | Inicio de la autovía | Fin de la autovía | N-601                                                     |       |
|           |         | 177AB  | Parque Tecnológico de Boecillo Boecillo (sur) - Viana de Cega | Parque tecnológico de Boecillo Boecillo (sur) - Viana de Cega | CL-600                                                    |       |
|           |         | 179    | Boecillo (norte) - Urbanizaciones | Boecillo (norte) - Urbanizaciones |                                                           |       |
|           |         |        | Río Duero | Río Duero |                                                           |       |
|           |         | 180    | | Vía de servicio |                                                           |       |
|           |         | 181    | Laguna de Duero | Laguna de Duero |                                                           |       |
|           |         | 183    | Laguna de Duero - Torrelago | Laguna de Duero - Torrelago |                                                           |       |
|           |         | 183    | | Prado Boyal |                                                           |       |
|           |         | 183,6  | Radar fijo Límite 100 km/h | |                                                           |       |
|           |         | 184    | FASA - Renault RTVE Vía de servicio | FASA - Renault RTVE Vía de servicio |                                                           |       |
|           |         | 184    | VA-30 Segovia Soria Burgos - Palencia | | VA-30 A-601 A-11 E-80 A-62                                |       |
|           |         | 185    | VA-30 Salamanca Zamora León - Aeropuerto Medina del Campo | | VA-30 E-80 A-62 E-82 A-11 A-60 CL-610                     |       |
|           |         | 186AB  | | Vía de servicio VA-30 Salamanca - Palencia - Burgos Soria - Zamora Segovia León - Aeropuerto Medina del Campo                                                                      | VA-30 E-80 A-62 A-11 A-601 A-60 CL-610                    |       |
|           |         |        | Fin de la autovía | Inicio de la autovía |                                                           |       |
|           |         |        | Radar fijo Límite 50 km/h | |                                                           |       |
|           |         | 186    | Avenida de Zamora Valladolid (todas las direcciones) Salamanca - Palencia - Burgos Soria - Zamora Segovia Medina del Campo León - Aeropuerto Renedo de Esgueva Cabezón de Pisuerga | Avenida de Zamora Valladolid (todas las direcciones) Salamanca - Palencia - Burgos Soria - Zamora Segovia Medina del Campo León - Aeropuerto Renedo de Esgueva Cabezón de Pisuerga | VA-20 E-80 A-62 E-82 A-11 A-601 CL-610 A-60 VA-140 VA-113 |       |
|           |         |        | Entrada a Valladolid (centro ciudad) Paseo Arco de Ladrillo Estación de Valladolid-Campo Grande                                                                                    | |                                                           |       |